# Casalbuono
Casalbuono là một đô thị (comune) thuộc tỉnh Salerno trong vùng Campania của Ý. Casalbuono có diện tích 34 km2, dân số là 1259 người (thời điểm ngày 1 tháng 5 năm 2009).